# 世达律师事务所
世达律师事务所（Skadden, Arps, Slate, Meagher & Flom LLP and Affiliates。通常缩写为Skadden Arps, Skadden, or SASM&F），创建于1948年，是纽约市的著名律师事务所。拥有将近2000名律师，该所是世界最有声誉和收入最高的律师事务所之一。在大多数司法管辖区，该所的组织形式是有限责任合伙。斯达的著名前雇员包括纽约州州长艾略特·斯皮策。